# Кроково (Ольштинський повіт)
Кроково (пол. Krokowo, нім. Krokau) — село в Польщі, у гміні Єзьорани Ольштинського повіту Вармінсько-Мазурського воєводства.
Населення — 257 осіб (2011).
У 1975-1998 роках село належало до Ольштинського воєводства.

## Демографія
Демографічна структура станом на 31 березня 2011 року:
|          | Загалом | Допрацездатний вік | Працездатний вік | Постпрацездатний вік |
| -------- | ------- | ------------------ | ---------------- | -------------------- |
| Чоловіки | 133     | 43                 | 82               | 8                    |
| Жінки    | 124     | 31                 | 73               | 20                   |
| Разом    | 257     | 74                 | 155              | 28                   |